# 谢莉·麦克纳马拉
谢莉·麦克纳马拉（英語：Shelley McNamara，1952年—），爱尔兰建筑师、学者。1978年，她与伊冯娜·法雷尔共同创办格拉夫顿建筑师事务所。2010年代初期，格拉夫顿名声鹊起，专门为高等教育机构设计鲜明、有分量感但宽敞的大楼。自1976年起，麦克纳马拉在都柏林大学学院等多所大学任教。
格拉夫顿的作品获得2020年皇家金奖，另外秘鲁利马工程技术大学大楼获得2016年英国皇家建筑师协会国际奖，当选年度最佳新建筑。2020年，麦克纳马拉和法雷尔共同获得建筑界最高荣誉普利兹克建筑奖。

## 生涯

### 建筑师
1978年，麦克纳马拉和伊冯娜·法雷尔在都柏林共同创办格拉夫顿建筑师事务所（Grafton Architects），根据格拉夫顿街命名。截至2017年，事务所共有25名员工，其中麦克纳马拉和法雷尔负责设计。他们利用石块和混凝土等质量大的材料搭建宽敞的建筑，鼓励人们相互沟通。麦克纳马拉表示，她的建筑模式是“与其先构想一个空间再钻研它的结构，不如先打造结构再构筑空间”，认为建筑的乐趣是将重量感淡化，或将其视为配角。

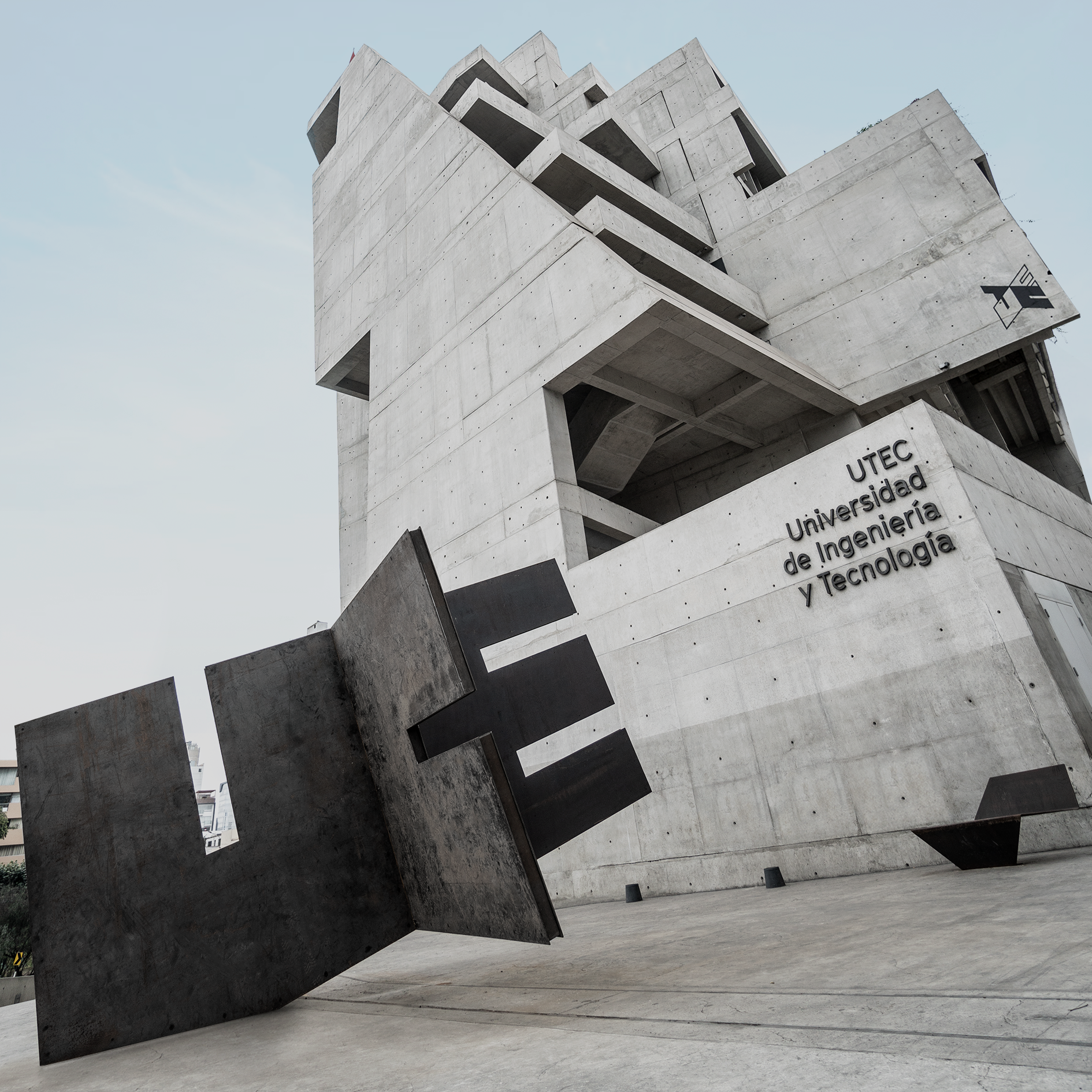
格拉夫顿设计的秘鲁利马工程技术大学大楼

两人专门为高等教育机构设计大楼，目前已经为图卢兹、利默里克、伦敦等地的大学设计大楼，包括教学楼、医学楼和宿舍。博尼克大学大楼于2008年落成时，一时获得举世关注。他们最知名的作品是秘鲁工程技术大学大楼，该大楼于2016年获得英國皇家建築師協會年度奖，成为当年全球最佳新建筑。
事务所在爱尔兰打造了数十座建筑物，用于居住、商业和高等院校教学。

### 教学
自1976年，麦克纳马拉担任都柏林大学学院建筑学院工作室讲师。从学院毕业后，麦克纳马拉开始和伊冯娜·法雷尔留校教书，直到2002年。2015年，麦克纳马拉担任学院兼职教授。
除了学院，麦克纳马拉还担任牛津布鲁克斯大学建筑学院、门德里西奥建筑学院、奥斯陆建筑学院、洛桑建筑学院和洛桑联邦理工学院访问学者。2013年，她担任门德里西奥建筑学院全职教授。2010年，麦克纳马拉获得哈佛设计研究生院丹下健三教席，2011年秋季获得耶鲁大学路易·卡恩教席。她还担任剑桥大学和伦敦大都会建筑学院的外聘考官。除了教书，麦克纳马拉也在欧洲及美国的建筑学校演讲。

### 出版物
麦克纳马拉和伊冯娜·法雷尔于2014年出版著作《对话与转译：格拉夫顿建筑师事务所》（Dialogue and Translation: Grafton Architects）。该书收录了事务所的作品、建筑灵感及在哥伦比亚建筑、规划与保护研究生院演讲集，还有肯尼斯·弗兰普顿的批判。

## 主要作品
- 2006年：爱尔兰米斯郡纳文冬至艺术中心（Solstice Arts Centre）[11]
- 2008年：爱尔兰四区滑铁卢道（Waterloo Lane）[12]
- 2012年：爱尔兰利默里克医学院[13]
- 2014年：纪念西班牙加泰罗尼亚精神300周年建筑展（与ELISAVA联合展出）[14]
- 2017年：意大利威尼斯建筑双年展策展人[15]
- 建设中：伦敦奥德维奇倫敦政治經濟學院全球社会科学中心入围名单

## 奖项及展览
- 2008年年度全球建筑：米兰博科尼大学大楼[16][17]
- 2012年威尼斯建筑双年展共同地面展览银狮奖新地理建筑[18]
- 2013年英国皇家建筑师协会斯特林奖入围：利默里克医学院和公交候车凉亭[19]
- 2014年皇家协会感知空间展：利默里克大学校园[20]
- 2014年AJ建筑界女性奖入围[21]
- 2015年第4届年度简·德鲁奖（英语：Jane Drew Prize）：格拉夫顿建筑师事务所[22][22]
- 2016年英國皇家建築師協會国际奖：秘鲁利马工程技术大学[23]
- 2018年：第16届威尼斯建築雙年展策展人[24]
- 2019年：都柏林三一学院荣誉博士[25]
- 2020年：普利兹克建筑奖，与法雷尔[5][1]

麦克纳马拉还是爱尔兰皇家建筑师学会会士、英國皇家建築師協會荣誉会士、爱尔兰艺术家协会Aosdána首位当选的建筑师。